# Jozef Jan Roppe
Jozef Jan Roppe (Heers, 15 augustus 1883 – aldaar, 7 april 1954) was burgemeester van de Belgische gemeente Heers en vader van de Limburgse gouverneur Louis Roppe.
Hij was tuinbouwkundige van opleiding en rentmeester van het Kasteel van Heers. In 1912 huwde hij met Marie Madelaine Josephina Van Marsenille (1883-1969).
Roppe werd in 1921 gemeenteraadslid van zijn gemeente, in 1924 burgemeester. Hij bleef in functie tot aan zijn overlijden.